# Amra Đapo
Amra Đapo je hrvatska košarkašica, članica hrvatske košarkaške reprezentacije.

## Karijera
Bila je sudionicom kvalifikacijskog ciklusa za EP 1999. godine.
Osvojila je zlato na Mediteranskim igrama 1997. i 2001. godine.